# 欧特库尔
欧特库尔（法語：Hautecour，法語發音：[otkuʁ]）是法国萨瓦省的一个市镇，属于阿尔贝维尔区。

## 地理
欧特库尔（45°30'29"N, 6°32'50"E）面积11.65 平方千米，位于法国奥弗涅-罗讷-阿尔卑斯大区萨瓦省，该省份为法国东部省份，历史上为薩伏依的一部分，北起上萨瓦省，西接伊泽尔省和安省，南部和东部与上阿尔卑斯省和意大利接壤。
与欧特库尔接壤的市镇（或旧市镇、城区）包括：穆捷、圣马塞尔、大艾格布朗什、艾姆拉普拉涅。

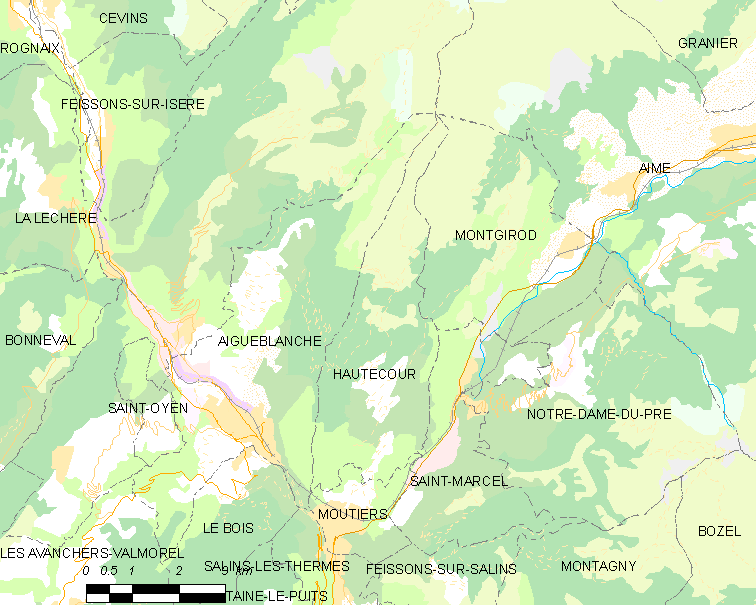
欧特库尔的OSM定位图

欧特库尔的时区为UTC+01:00、UTC+02:00（夏令时）。

## 行政
欧特库尔的邮政编码为73600，INSEE市镇编码为73131。

## 政治
欧特库尔所属的省级选区为穆捷县。

## 人口

1962-2008年间欧特库尔人口变化图示

欧特库尔于2022年1月1日时的人口数量为298人。